# Bethany England
Pour les articles homonymes, voir England.
Bethany England, née le 3 juin 1994 à Barnsley, est une footballeuse internationale anglaise évoluant au poste d'attaquante. Elle joue actuellement à Tottenham Hotspur.

## Biographie

### En club
Après avoir évolué dans les équipes de jeunes du Sheffield United, Bethany England est recrutée à l'âge de 16 ans par les Doncaster Rovers Belles, club historique du football féminin anglais. À l'époque, elle doit concilier sa carrière avec son travail dans un fish-and-chip et ses études de droit.
Repérée en 2016 par Chelsea, le club le plus puissant d'Angleterre, elle est d'abord barrée par la concurrence de Fran Kirby et Ramona Bachmann, et se voit envoyée en prêt à Liverpool pour la saison 2017-2018. Après avoir terminé meilleure buteuse des Reds, elle revient à Chelsea où elle finit par s'imposer comme la meilleure buteuse d'un effectif pourtant pléthorique. Elle est nommée meilleure joueuse de la saison 2019-2020 et prolonge avec les Blues jusqu'en 2024.

### En sélection
Après une première sélection en août 2019 et un premier but en octobre 2019, elle est sélectionnée pour la SheBelieves Cup en 2020.
Le 15 juin 2022, elle est sélectionnée par Sarina Wiegman pour disputer l'Euro 2022.

## Palmarès

### En club
- Championne d'Angleterre en 2020 et 2021 avec Chelsea
- Championnat d'Angleterre (série de printemps) en 2017 avec Chelsea
- Vainqueur de la Coupe de la Ligue en 2020 avec Chelsea
- Vainqueur du Community Shield en 2020 avec Chelsea
- Finaliste de la Coupe d'Angleterre en 2024 avec Tottenham Hotspur

### En sélection
- Angleterre
  - Finaliste de la Coupe du monde : 2023

### Distinctions individuelles
- Élue joueuse de l'année FA en 2020